# کسب‌وکار الکترونیک
کسب و کار الکترونیکی (به انگلیسی: Electronic business) همچنین به عنوان کسب و کار آنلاین (به انگلیسی: online business) یا (به انگلیسی: e-business)، هر نوع فعالیت یا معامله بازرگانی است که به واسطه اشتراک‌گذاری اطلاعات در شبکه‌های اطلاعاتی و ارتباطی (مثلا در اینترنت) صورت می‌گیرد. کسب‌و‌کار الکترونیکی از تجارت الکترونیکی گسترده‌تر است زیرا افزون بر معاملات، بازاریابی و خرید و فروش محصول یا خدمات از طریق فناوری اطلاعات، فرآیندهای سازمانی (از قبیل تحقیق و توسعه، امور اداری، مالی، مدیریت نیروی انسانی ، پشتیبانی، تولید) که از طریق فناوری اطلاعات در زنجیره ارزش انجام می‌شوند را نیز دربر می‌گیرد. اصطلاح کسب‌وکار الکترونیکی توسط تیم بازاریابی و اینترنت IBM در سال ۱۹۹۶ ابداع شد.

## تعاریف
کسب و کار الکترونیک تعاریف متعددی دارد که در زیر به برخی از آن‌ها اشاره می‌شود:
- کسب و کار الکترونیک وسیله‌ای که مسیر رسیدن بنگاه‌ها به بازار را هموار می‌سازد. مسیری که مشتریان در آنجا اقدام به خرید کالا و خدمات می‌کنند.
- کسب و کار الکترونیک وسیله‌ای است که به استفاده‌کنندگان آن امکان رسیدن به مشتریان مؤثر و کارآمد را فراهم می‌سازد.
- کسب و کار الکترونیک توانایی هدایت تجارت از طریق شبکه‌های الکترونیک نظیر اینترنت و شبکه جهانی است.
- کسب و کار الکترونیکی عبارت است از کاربردی کردن کلیه سامانه‌های اطلاعاتی برای تقویت و کنترل فرایندهای کسب و کار. البته این تعریف جامع و کاملی نیست و امروزه انواع روش‌های ارائه خدمات در بستر اینترنت شامل کسب‌وکار و تجارت الکترونیک می‌شود و تمامی این فرایندها با استفاده از تکنولوژی‌های مبتنی بر وب توسعه می‌یابند.
- کسب و کار الکترونیکی در یک تعریف ساده واژه‌ای به معنی انجام کسب و کار با استفاده از ارتباطات راه دور و ابزارهای مرتبط است. تجارت الکترونیک از این دست دارای مفهومی کوچک‌تر و محدودتر نسبت به کسب و کار الکترونیکی است.

## تجارت الکترونیکی
براساس تعریف دفتر توسعه جامعه اروپا (OECD) به‌طور کلی تجارت الکترونیک، معاملات را در ارتباط با فعالیت‌های بازرگانی افراد و سازمان‌ها شکل می‌دهد. این فعالیت‌ها براساس پردازش و انتقال اطلاعات دیجیتالی (متن، صدا و تصاویر) مبتنی هستند. تجارت الکترونیک به مجموعه فعالیت‌های تجاری گفته می‌شود که مستقیماً به وسیله ارتباطات الکترونیکی (شبکه‌ای) پشتیبانی می‌شود.

### تفاوت کسب و کار الکترونیک و تجارت الکترونیک
کسب و کار الکترونیک به مفهوم کلی شامل به‌کارگیری فناوری‌های جدید برای برقراری ارتباطات زنجیره‌ای بین سازندگان، فروشندگان، عرضه‌کنندگان و به‌طور کلی ارائه دهندگان کالا و خدمات از یک سو و خریدار و مصرف‌کننده یا به‌طور کلی مشتری از سوی دیگر است و نتیجه آن اتخاذ تصمیم‌های بهتر، بهینه‌سازی کالا و خدمات، کاهش هزینه‌ها و گشودن کانال‌های جدید است؛ ولی تجارت الکترونیک به هر شکلی از نقل و انتقالات در تجارت گفته می‌شود که در آن طرفین، بیشتر از طریق الکترونیکی با یکدیگر در تماس هستند تا از طریق نقل و انتقالات فیزیکی.
به عبارت دیگر، تجارت الکترونیک زیربخشی از کسب و کار الکترونیک در سازمان‌ها است، زیرا در کسب و کار الکترونیک، شکل الکترونیکی کلیه فرایندهای کسب و کار سازمان از قبیل تولید، تحقیق و توسعه امور اداری، مالی، مدیریت نیروی انسانی، پشتیبانی و تجارت مطرح است. در حالی که در تجارت الکترونیک تنها فرایند تجارت سازمان به صورت الکترونیک یک جزء بنیادی از کسب و کار الکترونیک به حساب می‌آید.
کسب و کار الکترونیک باعث می‌شود تا فرایندهای تجارت، روابط و دادوستد جهانی گردد. محیط تجاری شرکت، ممکن است، شامل یک شبکه جهت دسترسی به سازمان‌های عمومی یا شبکه‌هایی که با محافظت خاص برای دسترسی افرادی خاص طراحی شده یا حتی شبکه داخلی باشد که برای دسترسی افراد و کارمندان داخل شرکت طراحی شده است. کسب و کار الکترونیک تنها قراردادن یک صفحه شبکه‌ای نیست. بلکه محیط مدل‌های تجاری اعم از تجارت با کارمندان، مشتریان، تأمین‌کنندگان و شرکا است.

## انواع کسب و کار الکترونیک
کسب و کار الکترونیک بسته به اینکه طرف‌های معامله سازمان‌ها یا افراد باشند به انواع زیر تقسیم می‌شوند. در اینجا روابط بر مبنای اهداف تجاری شکل می‌گیرد:
- واحد تجاری با واحد تجاری (BUSINESS TO BUSINESS = B2B)
- واحد تجاری با مصرف‌کننده (BUSINESS TO CONSUMER = B2C)
- مصرف‌کننده با مصرف‌کننده (CONSUMER TO CONSUMER = C2C)
- واحد تجاری با دولت (BUSINESS TO GOVERNMENT = B2G)
- دولت با واحد تجاری (GOVERNMENT TO BUSINESS = G2B)

## شیوه‌های کسب و کار الکترونیک
به‌طور کلی سه شیوه معاملات کسب و کار الکترونیکی وجود دارد:
- آفلاین: در این شیوه بنگاه‌ها برای انجام فعالیت‌های تجاری از سامانه پست الکترونیکی استفاده می‌کنند.[۱۳]
- آنلاین: در این شیوه، بنگاه‌ها از طریق تعیین‌کننده متحدالشکل منبع (URL) اقدام به معاملات تجاری می‌کنند. URLها آدرس‌هایی هستند که ساختار آن‌ها برای همه کامپیوترها یکسان است و به وسیله آن می‌توان به منبع مورد نظر دست یافت (اسنل، ۱۳۷۹، ص ۷۷).
- دروازه شبکه (PORTAL): یک صفحه شبکه است که در آن لینک‌هایی برای رفتن به سایت‌های محتوی اخبار مربوط به موضوع‌های مختلف وجود دارد. این صفحات دارای تعداد زیادی آدرس با موضوع‌های مختلف هستند. (اسنل، ۱۳۷۹، ص ۹۷).

خدمات دروازه شبکه اغلب شامل موتورهای جستجوگر، پست الکترونیکی، چت، نقشه‌ها، فروش و گزینه‌های دیگری برای مشتریان است. در واقع دروازه‌های شبکه هدفی برای تبلیغات و بازاریابی هستند.

## مزایای کسب و کار الکترونیک
- نزدیک شدن ارتباطات
- دستیابی به بازارهای جدید
- افزایش میزان فروش و سود
- حذف هزینه‌هایی مانند تهیه کاغذ، چاپ، بروشور و کاتالوگ
- کاهش هزینه‌های معاملاتی و تدارکاتی
- بهبود مدیریت بر روابط مصرف‌کننده، عرضه‌کننده و کارکنان
- کاهش آلودگی محیط زیست، ترافیک و ازدحام

## معایب کسب و کار الکترونیک
- مسئله امنیت، امکان ورود به سامانه‌های شما از طریق آدرس پست الکترونیکی، سایت شبکه و دستیابی به اطلاعات مالی و غیره[۱۷][۱۸]
- اختلال در برنامه کاری در صورت خرابی سامانه
- از دست دادن کنترل؛ مشکلات و هزینه‌های به روز بودن با فناوری‌هایی که به سرعت پیشرفت می‌کنند.

## چارچوب تحلیلی
گسترش و نفوذ هر فناوری بستگی به چند عامل نظیر منافع بالقوه فناوری، ظرفیت جذب بنگاه‌ها دارد. منافع بالقوه نه تنها به تولیدکنندگان کالاها و خدمات می‌رسد که از فناوری جدید استفاده می‌کنند، بلکه مصرف‌کنندگان آن کالاها و خدمات نیز از آن بهره‌مند می‌شوند. برای مثال، رشد سریع اینترنت باعث می‌شود هم عرضه‌کنندگان و هم مصرف‌کنندگان از مطلوبیت بیشتری برخوردار گردند.
پذیرش فناوری کسب و کار الکترونیک تابعی از چندین عامل است. این عوامل در اکثر مواقع اثر تقویت‌کننده دو جانبه‌ای (متقابلی) بر یکدیگر دارند. ملاحظات بین‌المللی که شامل صادرات، واردات فناوری و… است در تعامل با کسب و کار الکترونیک، اثر تقویت‌کننده بر یکدیگر دارند.
در این حالت بنگاه در سطح بین‌المللی با پذیرش کسب و کار الکترونیک واردات و صادرات خود را بر مبنای اصول استاندارد کسب و کار الکترونیک شکل می‌دهد. از طرف دیگر قرار گرفتن کالا و خدمات در فضای تجارت الکترونیکی موجب حذف فاصله بین مبدأ و مقصد کالاها و خدمات می‌گردد و تغییرات اساسی در بازارهای هدف به وجود می‌آورد.
موفقیت در این فرایند، منوط به مدیریت کارا و حرفه‌ای است. مدیریت حرفه‌ای با درک و شناخت از فضای ارتباطات بین‌المللی، شیوه‌های کسب و کار الکترونیک را متناسب با ملاحظات بین‌المللی تطبیق می‌دهد.
از طرف دیگر، مدیریت حرفه‌ای با تجارت مدرن روابط غیرمعمول را تصحیح می‌کند.
حجم عملیات، اثرات دو سویه‌ای را بر کسب و کار الکترونیک دارد. از آنجایی که استفاده از کسب و کار الکترونیک باعث دستیابی به انبوهی از مشتریان با سلایق مختلف می‌گردد؛ لذا بنگاه‌های فعال در امر تجارت بین‌المللی با گسترش ظرفیت تولیدی و تنوع بخشی به تولیدات کالا و خدمات سعی در جذب مشتریان بیشتر است.
یکی از شرایط مهم دیگر در کسب و کار الکترونیک وجود شبکه ارتباطی قوی همراه با اطمینان بالاست. دسترسی به پهنای باند بالاتر در اختیار هیچ‌کدام از بنگاه‌ها نیست. پهنای باند قسمتی از زیرساختهای نهادینه شده توسط دولت است.
هرقدر این پهنا بالاتر باشد، حجم و سرعت اطلاعاتی که رد و بدل می‌کند بیشتر خواهد بود. از این رو با در نظر گرفتن نقش مهمی که این عامل می‌تواند در موقعیت خدمات شبکه با توان بالا داشته باشد، خصوصی‌سازی و مقررات زدایی خدمات ارتباطی به منظور افزایش کارایی در سامانه مخابرات در کشورهای در حال توسعه و توسعه یافته مورد تأکید قرار می‌گیرد.
متغیرهای رفتاری نظیر میزان مهارت نیروی انسانی بنگاه‌ها، حجم سرمایه‌گذاری در تحقیق و توسعه و نرخهای دستمزد، از عوامل مهمی هستند که در پذیرش کسب و کار الکترونیک توسط بنگاه‌ها مؤثرند. هرقدر بنگاه تجاری در سطح بین‌المللی از نیروی انسانی متخصص بیشتری برخوردار باشد و منابع بیشتری را به سرمایه‌گذاری تخصیص دهد، موقعیت بهتری در جذب و پذیرش کسب و کار الکترونیک دارد.
همچنین دستمزدهای بالا همیشه انگیزه عمده‌ای برای نیروی کار جهت افزایش کارایی و نوآوری به حساب می‌آید. در نتیجه به‌کارگیری کسب و کار الکترونیک منافع متعددی را به دنبال دارد. علی‌رغم اینکه بسیاری از منافع موجود در شکل یک ذکر گردید، بسیاری از بنگاه‌ها به دلیل پایین بودن هزینه مشارکت را قبول می‌کنند اینترنت باعث ارزانی دسترسی به اطلاعات و بازارهای جهانی می‌شود. این عامل موجب می‌گردد سرعت عمل در بازارهای چند منظوره که برای تولید کالاها و اطلاعات است، بالا برود.
به‌طور بالقوه شکل تازه‌ای به سازمان‌دهی زیرساخت مشاغل موجود می‌بخشد و با ارزش‌گذاری مجدد، راه را برای انجام معاملات تجاری باز می‌کند و با مهندسی مجدد بازرگانی محدودیت‌هایی که به‌طور سنتی تولیدکنندگان را از مشتریان جدا می‌ساخت رها می‌سازد.
از سوی دیگر، فعالیت‌های منفصل و جدا از هم نظیر سفارش، پرداخت و خدمات بعد از فروش، ممکن است به یک فرایند واحد ادغام شده و باعث کاهش هزینه‌های اعتباری گردد. نتیجه چنین فرایندی منتهی به افزایش کارایی و رقابت‌پذیری در بین بنگاه‌های صادراتی است.
با توجه به چارچوب تئوریک مطرح شده و بررسی تجربه هند از کسب و کار الکترونیک برای افزایش انگیزه صادراتی پیشنهادات زیر برای بنگاه‌های تجاری فعال در امور بازرگانی به بنگاه‌های بین‌المللی توصیه می‌شود. ورود به سازمان تجارت جهانی و قرار گرفتن در وضعیت رقابتی امری اجتناب ناپذیر است. از این رو استفاده از فناوری‌های نوین تجاری در بنگاه‌های صادراتی مورد تأکید قرار می‌گیرد.
از آنجا که موفقیت در کسب و کار الکترونیک نیازمند توجه به عوامل جانبی و تأثیرگذار بر آن است؛ لذا مدیریت حرفه‌ای و به‌کارگیری نیروی کار متخصص برای تقویت کسب و کار الکترونیک برای بنگاه‌ها توصیه می‌شود.